# Konarzyny (gemeente)
De gemeente Konarzyny is een landgemeente in het Poolse woiwodschap Pommeren, in powiat Chojnicki.
De gemeente bestaat uit 6 administratieve plaatsen solectwo: Ciecholewy, Kiełpin, Konarzyny, Zielona Chocina, Zielona Huta, Żychce
De zetel van de gemeente is in Konarzyny.
Op 30 juni 2004 telde de gemeente 2143 inwoners.

## Oppervlakte gegevens
In 2002 bedroeg de totale oppervlakte van gemeente Konarzyny 104,27 km², waarvan:
- agrarisch gebied: 38%
- bossen: 54%

De gemeente beslaat 7,64% van de totale oppervlakte van de powiat.

## Demografie
Stand op 30 juni 2004:
| Omschrijving                   | Totaal | Totaal | Vrouwen | Vrouwen | Mannen | Mannen |
| ------------------------------ | ------ | ------ | ------- | ------- | ------ | ------ |
| eenheid                        | aantal | %      | aantal  | %       | aantal | %      |
| inwoners                       | 2143   | 100    | 1049    | 49      | 1094   | 51     |
| bevolkingsdichtheid (inw./km²) | 20,6   | 20,6   | 10,1    | 10,1    | 10,5   | 10,5   |

In 2002 bedroeg het gemiddelde inkomen per inwoner 1534,64 zł.

## Aangrenzende gemeenten
Chojnice, Człuchów, Lipnica, Przechlewo